# Ramón Sáez Marzo
Ramón Sáez Marzo, conocido como "Tarzán Sáez" (Utiel, Provincia de Valencia, 8 de marzo de 1940 - 18 de junio de 2013) fue un ciclista español, profesional entre 1962 y 1973 obteniendo sus mayores éxitos deportivos en la Vuelta ciclista a España donde logró 7 victorias de etapa. 
Como amateur participó en los Juegos Olímpicos de Roma 1960, tomando parte en las pruebas de fondo en carretera, donde abandonó, y contrarreloj por equipos, donde con el resto de la selección española quedó en 8.º lugar.
El Polideportivo Municipal de Chirivella recibe en honor a su campeonato nacional de ciclismo en ruta conseguido en 1969, que lo convirtió en el mejor deportista de la historia del pueblo hasta el momento.

## Palmarés
1964
- 2.º en el Campeonato del mundo en contrarreloj por equipos

1965
- 1 etapa de la Volta a Cataluña

1966
- Barcelona-Andorra

1967
- 2 etapas de la Vuelta a España
- Trofeo Elola
- 3.º en el Campeonato Mundial en Ruta

1968
- 1 etapa de la Vuelta a España
- 1 etapa de la Vuelta a Andalucía

1969
- Campeonato de España en Ruta
- 2 etapas de la Vuelta a España

1970
- 2 etapas de la Vuelta a España
- Trofeo Masferrer
- Trofeo Luis Puig

1971
- Vuelta a Aragón